# Avenue George-V
Avenue George-V je ulice v Paříži. Nachází se v 8. obvodu. Ulice byla pojmenována po anglickém králi Jiřím V. Avenue se řadí k prestižním pařížským adresám, nachází se zde řada butiků luxusních značek, restaurací a hotelů. V ulici mají svá velvyslanectví Čína a Španělsko. Avenue George-V tvoří západní stranu tzv. zlatého trojúhelníku.

## Poloha
Ulice vede od Place de l'Alma a končí u Avenue des Champs-Élysées. Ulice je orientována od jihu na sever.

## Významné stavby a pamětihodnosti
- dům č. 3: hôtel de Caraman, ve kterém bydlel Maurice de Riquet de Caraman (1845–1931). V roce 1961 zde umístil Hubert de Givenchy své firemní sídlo.
- dům č. 5: bydlel zde politik Albert de Mun (1841–1914), člen Francouzské akademie
- dům č. 7: bydlel zde francouzský spisovatel Lucien Muhlfeld (1870–1902).
- dům č. 9: hôtel de Ganay postavil v letech 1896–1898 architekt Ernest Sanson pro markýze Jeana de Ganay a markýzu Berthe de Béhague. Slouží jako sídlo zemědělské komory (Assemblée permanente des chambres d'agriculture).
- dům č. 10: v letech 1937–1968 sídlo módní značky Balenciaga.
- dům č. 11: hôtel de Rouvre (též hôtel Lebaudy), palác postavil architekt A. Coulomb pro průmyslníka a politika Gustava Lebaudy (1827–1889), slouží jako sídlo čínské ambasády.
- dům č. 12: kabaret Crazy Horse
- dům č. 15: hôtel de Wagram, palác postavil roku 1869 architekt Delestrade pro Lucie Caroline Dassier († 1876), manželku Nathaniela Johnstona, obchodníka z Bordeaux. V roce 1891 palác koupila Berthe de Rothschild (1862–1903), která se provdala za Alexandra Berthiera (1836-1911), 3. prince de Wagram. Poté zdědil palác její syn Alexandre Berthier (1883-1918), 4. princ de Wagram. Jako jediný majitel domu padl za první světové války. Po válce si palác pronajala polská delegace, která vyjednávala Versailleskou smlouvu. V roce 1920 palác koupilo Španělské království jako sídlo velvyslanectví za 5 000 050 franků. Stavební úpravy trvaly přes dva roky pod vedením architekta Waltera-André Destailleura. Ambasáda se sem definitivně nastěhovala 22. června 1923.
- dům č. 23: Americká katedrála v Paříži
- dům č. 31: Hôtel George-V
- dům č. 33: Hôtel Prince de Galles
- dům č. 46: Hôtel Fouquet's Barrière